# HAProxy
HAProxy és un programari de codi obert que proveeix alta disponibilitat de balanç de càrrega i servidors proxy per a aplicacions basades en els protocols HTTP i TCP. i que s'estenen en diversos servidors. HAProxy està escrit en C i té la reputació de ser ràpid i eficient en termes d'ús de processador i memòria. HAProxy va ser escrit el 2000 per Willy Tarreau.

## Prestacions
- Els servidors equipats amb un microprocessadors Opteron o Xeon aconsegueixen 15.000 i 40.000 entrades per segon.
- HAProxy s'empra en llocs web amb molta demanda com GitHub, Bitbucket, Stack Overflow, Reddit, Speedtest.net, Tumblr, Twitter i en algun producte d'Amazon Web Services.